# Distretto di Huarango
Il distretto di Huarango è uno dei sette distretti  della provincia di San Ignacio, in Perù. Si trova nella regione di Cajamarca e si estende su una superficie di 922,35 chilometri quadrati.

Istituito il 12 maggio 1965, ha per capitale la città di Huarango; al censimento 2005 contava 20.692 abitanti.